# Hastula rossacki
Hastula rossacki es una especie de gastrópodo del género Hastula, perteneciente la familia Terebridae.